# 段学复
段学复（1914年7月29日—2005年2月6日），男，陕西华县（今渭南市华州区）人，中国数学家、数学教育家，中国科学院院士。从事代数学研究，在有限群的模表示论、代数李群、群论与组合数学等领域做出重要贡献。

## 生平
1936年毕业于清华大学数学系，1940年考取第七届中英庚子赔款奖学金。1941年获加拿大多伦多大学硕士学位，1943年获美国普林斯顿大学哲学博士学位。
1946年至1952年任清华大学数学系教授。1952年起，任北京大学数学系系主任，在文革的艰难环境中，段学复仍然为有关部门进行了若干项有限群论与组合数学的应用研究。到退休近40年培養出多位學生，妻子雷彬如女士則任职清华附中。